# Obična zlatnica
Obična zlatnica (zlatna šiba, prava zlatnica, lat. Solidago virgaurea), biljna vrsta iz porodice glavočika. Pripada rodu zlatnica. Postoji desetak podvrsta od kojih dvije rastu i u Hrvatskoj.Posve mlada je biljka jestiva dok je starija biljka ljekovita.

## Sastav
Biljka sadrži organske kiseline ( koninsku, itd.), Diterpenoide, triterpenoide, 2,4% saponina (virgaureasaponini), poliacetilenske spojeve, fenolne spojeve, fenolne karboksilne kiseline i njihove derivate ( kava, klorogenu, hidroksicinamičnu kiselinu ), 0,09-0, 12% flavonoida ( rutin, kvercetin, kvercitrin, astragalin, izokvercitrin, kaempferol, isorhamnetin, nartsisin ) kumarine ( esckletin , eskulin  ), fitoekdizon .
Cvatovi sadrže ugljikohidrate i srodne spojeve ( polisaharide : galaktoza, arabinoza, glukoza, ksiloza, ramnoza ); u plodu  - masno ulje.

## Uporaba
U narodnoj medicini, čajevi i infuzije nadzemnih dijelova biljke koriste se kao diuretik, dijaforetik, ekspektorans, hemostatik, antiseptik, protuupalnog djelovanja, pospješuje zacjeljivanje rana, kod bolesti bubrega i mokraćnog mjehura, ascites, žučnih kamenaca bolesti, astme, dijabetesa, tuberkuloze pluća, akutnih respiratornih bolesti, reumatizma, gihta, artritisa, proljeva, enteritisa, kolitisa ,menoragije,  hipertrofije prostate, akutnog laringitisa, grlobolje, ekcema. Iscrpina preporučena za cerebralni edem. U Bjelorusiji se koristi kod tuberkuloze kože. U Komi, na Kavkazu, u Sibiru  - kod škrofula  .
Podzemni dio biljke (alkoholna tinktura ) na Kavkazu se koristi kao sredstvo za zacjeljivanje rana.
Cvat. U narodnoj medicini kao prašak za zacjeljivanje rana. U Moldaviji i Bjelorusiji (biljka pomiješana s vrhnjem, svinjskom masti ili maslacem - izvana) - za tuberkulozu kože, dermatitis, opekotine, reumatizam. U Komi i Sibiru ( uvarak ) - za ulcerozni cistitis, hepatitis .
Pomiješana s drugim biljkama,uzima se za adenom prostate, impotenciju, česte emisije mokraće i kronični prostatitis  ; izvana - kod akutnog laringitisa, ekcema .
U bugarskoj narodnoj medicini, infuzije zlatnika se preporučuju kao lijek za kronične bolesti bubrega - za upalne procese, kamenje i pijesak u bubrezima i albumin u urinu ; kao diuretik za poremećaje metabolizma mokraćne kiseline, uz reumatizam, giht i edeme. Izvana, za liječenje gnojnih rana i čireva, koristi se svježeg lišće ili prah osušenih listova pomiješani s vodom .
U kineskoj narodnoj medicini koristi se za razrjeđivanje krvi i uklanjanje crijevnog otoka. Također se koristi kod ozljeda, poremećaja menstruacije, kolere, proljeva, pojave krvi u mokraći kod djece  .
Na Tibetu se koristi za neurasteniju i žuticu  .
Vrlo je popularna u Njemačkoj za liječenje uroloških upalnih bolesti, kao i dio lijekova za liječenje bolesti vena  ,
Farmaceutske tvrtke razvile su značajan broj složenih lijekova na bazi zlatošipke, uključujući Antiprostin, Inkonturin, Prostanorm, Prostamed, Prostaforton, Saburgen, Fitolysin, Pharma-Med® mušku formulu prostate, Cefasabal, kao i monomer Tsistum Solidago.
Sadrži otrovne tvari, pa je potrebno da se strogo pridržavamo doziranja lijekova, kontraindicirana kod akutnog i kroničnog glomerulonefritisa te trudnoće.

## Podvrste
1. Solidago virgaurea subsp. armena (Grossh.) Greuter
2. Solidago virgaurea subsp. asiatica (Nakai ex Hara) Kitam. ex Hara
3. Solidago virgaurea subsp. caucasica (Kem.-Nath.) Greuter
4. Solidago virgaurea subsp. centiflora Velen.
5. Solidago virgaurea subsp. fallit-tirones (Font Quer) S. Rivas-Martínez, F. Fernández González & D. Sánchez-Mata
6. Solidago virgaurea subsp. gigantea (Nakai) Kitam.
7. Solidago virgaurea subsp. jailarum (Juz.) Tzvel.
8. Solidago virgaurea subsp. kurilensis (Juz.) Worosch.
9. Solidago virgaurea subsp. lapponica (With.) N.N. Tzvel.
10. Solidago virgaurea subsp. macrorrhiza (Lange) Nym.
11. Solidago virgaurea subsp. minuta (L.) Arcangeli, Hrvatska
12. Solidago virgaurea subsp. pineticola Sennikov
13. Solidago virgaurea subsp. rupicola (Rouy) Lambinon
14. Solidago virgaurea subsp. talyschensis (Tzvel.) Sennikov
15. Solidago virgaurea subsp. taurica <small>(Juz.) Tzvel.
16. Solidago virgaurea subsp. turfosa (Woron. ex Grossh.) Greuter
17. Solidago virgaurea subsp. virgaurea, Hrvatska
18. Solidago virgaurea var. insularis (Kitam.) Hara

## Vanjske poveznice
https://pfaf.org/user/Plant.aspx?LatinName=Solidago+virgaurea